# Gornji Poplat
Gornji Poplat je dio naselja Poplat u općini Berkovići, Republika Srpska, BiH. 

## Povijest
Ovo hercegovačko mjesto je na popisima 1971. i 1981. postojalo zasebno, a na popisu 1991. ujedinjeno je s mjestom Donji Poplat u jedinstveno naseljeno mjesto Poplat. Prije Daytonskog sporazuma bilo u sastavu općine Stolac, a danas je dio općine Berkovići, Republika Srpska, BiH.